# 콘텐츠 보안 정책
콘텐츠 보안 정책(Content Security Policy, CSP)은 신뢰된 웹 페이지 콘텍스트에서 악의적인 콘텐츠를 실행하게 하는 사이트 간 스크립팅(XSS), 클릭재킹, 그리고 기타 코드 인젝션 공격을 예방하기 위해 도입된 컴퓨터 보안 표준이다. 웹 애플리케이션 보안의 W3C 워킹 그룹의 후보 권고안이며 현대의 웹 브라우저에 폭넓게 지원된다. CSP는 웹사이트 소유자들이 승인된 콘텐츠 오리진(origin)을 선언할 수 있게 하는 표준 방식을 제공하며, 이를 통해 해당 웹사이트들로부터 브라우저들이 자바스크립트, CSS, 프레임, 웹 워커, 글꼴, 이미지, 그리고 자바 애플릿, 액티브X, 오디오 및 비디오 파일, 그리고 기타 HTML5 기능들을 사용할 수 있게 허용이 가능해진다.

## 현황
이 표준의 원래 이름은 Content Restrictions였으며 2004년 로버트 한센에 의해 제안되었고, 파이어폭스 4에 처음 구현되었고 이후 빠르게 다른 브라우저들에도 도입되었다. 이 표준의 버전 1은 2012년 W3C 후보 권고안으로 출판되었으며 2014년 빠르게 차기 버전(레벨 2)이 등장하였다. 2015년 기준으로 레벨 3 초안이 개발되고 있으며, 새 기능들이 웹 브라우저에 빠르게 채택되고 있다.
다음의 헤더 이름들은 실험적인 CSP 구현체들 중 일부에 사용되고 있다:
- Content-Security-Policy – W3C 문서가 제안한 표준 헤더 이름. 구글 크롬은 버전 25 기준으로 이것을 지원한다.[7] 파이어폭스는 버전 23 기준으로 이것을 지원한다.[8](2013년 8월 6일 출시)[9] 웹킷은 버전 528(나이틀리 빌드) 기준으로 이것을 지원한다.[10]
- X-WebKit-CSP – 구식. 실험적인 헤더이며 구글 크롬 및 기타 웹킷 기반 브라우저(사파리)에 2011년 도입되었다.[11]
- X-Content-Security-Policy – 구식. 실험적인 헤더이며 게코 2 기반 브라우저(파이어폭스 4 ~ 파이어폭스 22, 선더버드 3.3, 씨몽키 2.1)에 도입되었다.[12]

웹사이트는 여러 개의 CSP 헤더들을 선언할 수 있으며, 강제 및 보고 전용을 섞을 수도 있다. 각 헤더는 브라우저에 의해 개별적으로 처리된다.
CSP는 HTML 메타 태그를 사용하여 HTML 코드 안에 선언할 수 있으나, 이 경우 효율성은 제한을 받는다.
인터넷 익스플로러 10과 인터넷 익스플로러 11 또한 CSP를 지원하지만 실험적인 X-Content-Security-Policy 헤더를 이용한 샌드박스 디렉티브로만 지원한다.
수많은 웹 애플리케이션 프레임워크들은 CSP를 지원하는데, 이를테면 AngularJS(네이티브로), 장고(미들웨어)를 들 수 있다. 루비 온 레일즈를 위한 지침들이 깃허브에 게시되었다. 그러나 웹 프레임워크 지원은 CSP 콘텐츠가 웹 애플리케이션의 상태에 어느 정도 의존하는 경우에만 필요하다. (예: nonce 오리진 사용) 그 밖의 경우 CSP는 정적이며 이를테면 부하분산이나 웹 서버 등에서 애플리케이션보다 더 높은 웹 애플리케이션 티어로부터 전달될 수 있다.

## 같이 보기
- 동일-출처 정책
- 노스크립트
- HTTP 스트릭트 트랜스포트 시큐리티